# Gerd Aretz
Gerd Aretz (* 18. Februar 1930 in Wuppertal; † 5. Juli 2009) war ein deutscher Graphiker. Mit etwa 150 nach seinen Entwürfen ausgeführten Briefmarken war er einer der erfolgreichsten Briefmarkengestalter Deutschlands.

## Leben
Neben anderen Aufgaben nahm Gerd Aretz seit 1960 an Gestaltungswettbewerben für Briefmarken der Deutschen Bundespost bzw. des Bundesministeriums der Finanzen teil. Erste Entwürfe von Aretz wurden bereits in den 1960er-Jahren als Briefmarken gedruckt. Die zum 150. Geburtstag des Mainzer Bischofs Wilhelm Emmanuel Freiherr von Ketteler, Mitglied der Frankfurter Nationalversammlung und Mitbegründer der katholischen Sozialpolitik, veröffentlichte 10-Pfennig-Briefmarke war seine erste. Unter anderem hat er auch die Freimarken-Serie „Frauen der deutschen Geschichte“ gezeichnet, die mit 39 Marken eine Milliardenauflage erreichte. Kirchenpersönlichkeiten und Politiker blieben die gewisse Spezialität Aretzs, darunter Martin Niemöller, Jochen Klepper und Friedrich von Bodelschwingh der Jüngere. Zu seinen Politikerporträts zählen unter anderem Franz Josef Strauß, Ludwig Erhard, Kurt Georg Kiesinger, Ernst Reuter, Carlo Schmid und Herbert Wehner.
1982 erschien der von Aretz gestaltete „Präsidentenblock“ mit den Bundespräsidenten Theodor Heuss, Heinrich Lübke, Gustav Heinemann, Walter Scheel und Karl Carstens. Ihre Nachfolger Richard von Weizsäcker, Roman Herzog und Johannes Rau hatten es abgelehnt, zu Lebzeiten auf Briefmarken zu erscheinen. Nach dem Tode Raus erteilte das Bundesfinanzministerium den Eilauftrag, innerhalb von 72 Stunden den Entwurf einer Gedenkmarke vorzulegen; gemeinsam mit seinem Sohn gelang es Aretz, diesen Auftrag pünktlich zu erfüllen. Im selben Jahr entwarf er auch die Briefmarke zum Tag der Briefmarke. Sie zeigt unter anderem einen Briefhalter mit an ihn adressierten Briefen, frankiert mit von ihm gestalteten Briefmarken.
Aretz lehrte bis zum Eintritt in den Ruhestand an der Universität Wuppertal und an der Ruhrakademie in Schwerte Illustration. Sein Sohn Oliver Aretz ist Designer in Berlin und Betreiber einer Agentur. Er hat mit seinem Vater seit 1991 an einigen Briefmarken mitgearbeitet.
Gerd Aretz starb im Juli 2009 und wurde auf dem Unterbarmer Friedhof beigesetzt. Seine letzte Arbeit erschien am 2. Juli, drei Tage vor seinem Tod, eine 70-Cent-Sondermarke zum 500. Geburtstag des Reformators Johannes Calvin.